# Magdlos
Magdlos is een plaats in de Duitse gemeente Flieden, deelstaat Hessen, en telt 767 inwoners (2008).